# Edesi de Capadòcia
Edesi de Capadòcia (grec antic: Αἰδέσιος, llatí: Aedesius) va ser un filòsof platònic o més aviat eclèctic que va viure al segle iv.
Va ser amic i deixeble de Iàmblic. Després de la mort del seu mestre, l'escola d'Apamea, a Síria es va dispersar, i Edesi, que temia l'hostilitat, real o imaginada, de l'emperador Constantí contra els filòsofs, es va dedicar a l'endevinació.
Un oracle en hexàmetres li va profetitzar que trobaria la pau si es retirava a fer vida de pastor, però els seus deixebles, potser interpretant l'oracle des d'una perspectiva metafòrica, el van convèncer perquè reprengués el seu ensenyament. Es va establir a Pèrgam on va tenir com a deixeble a Julià, després emperador que quan va arribar al tron va demanar a Edesi que continués les seves ensenyances vora d'ell, però Edesi, ja vell i amb poques forces, va renunciar a favor dels seus deixebles Crisanzi i Eusebi de Mindos. En parla Eunapi a la Βίοι φιλοσόφων καὶ σοφιστῶν (Vida de filòsofs i sofistes).